# Lipnica (województwo kujawsko-pomorskie)
Lipnica – wieś w Polsce położona w województwie kujawsko-pomorskim, w powiecie wąbrzeskim, w gminie Dębowa Łąka.
Wieś królewska położona była w 1664 roku w starostwie golubskim. W latach 1975–1998 miejscowość administracyjnie należała do województwa toruńskiego. Według Narodowego Spisu Powszechnego (III 2011 r.) liczyła 282 mieszkańców. Jest siódmą co do wielkości miejscowością gminy Dębowa Łąka.
We wsi znajduje się parafia pod wezwaniem św. Michała Archanioła.